# ブリタニア

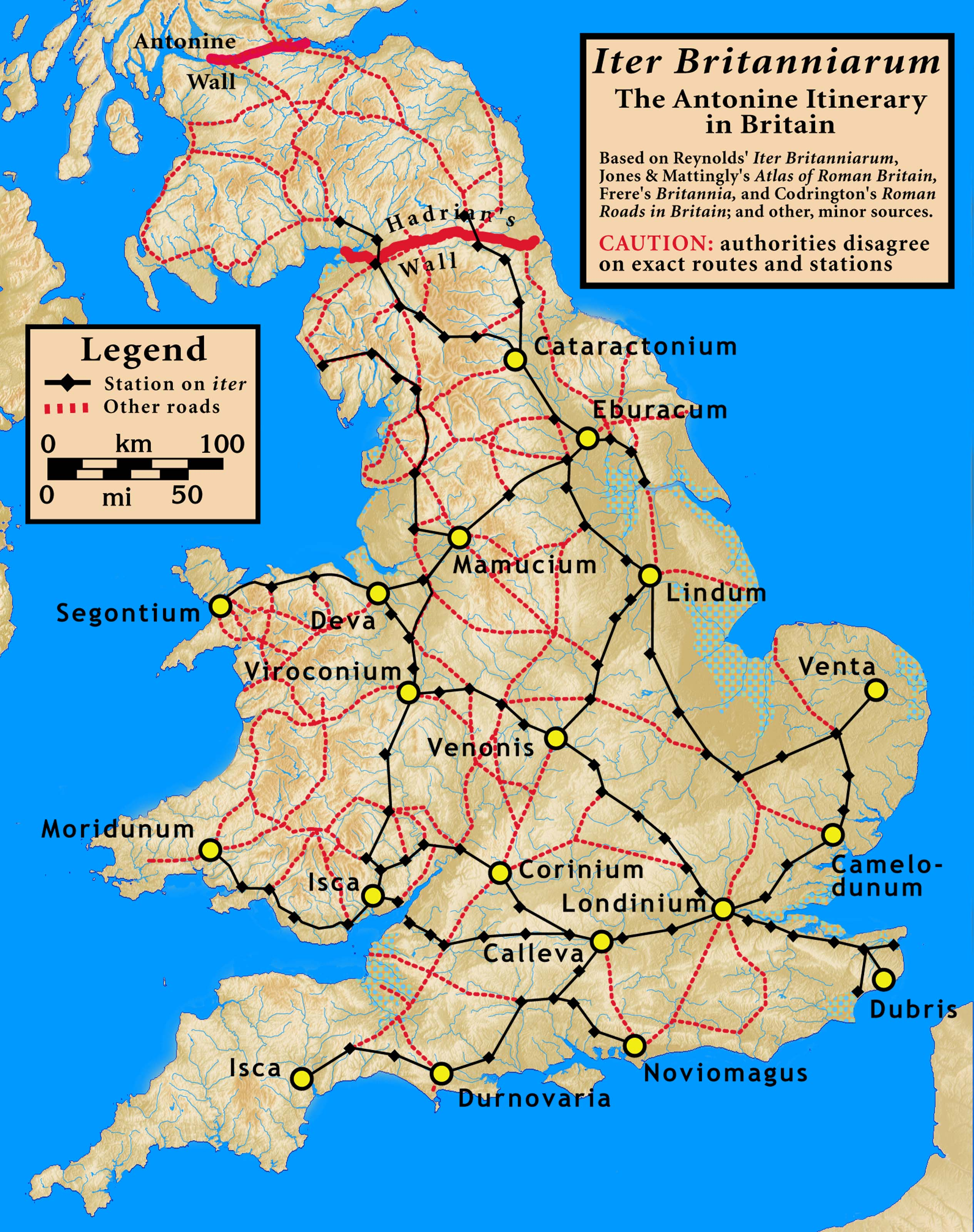
古代ローマ時代のブリタニア

ブリタニア (Britannia) は、イギリス、特に古代ローマの属州「ブリタンニア」があったグレートブリテン島南部の古称（ラテン語名）である。フランスのブルターニュ地方（小ブリテン）には4世紀から8世紀にグレートブリテン島から移民が訪れ、10〜11世紀には、英仏海峡を挟んだ両地域がブリタニアと呼ばれた。Britannia はフランス語 Bretagne（ブルターニュ）と同根である。
西暦2世紀のローマ帝国で、ブリタニアは神格化され女神となった。のちにはイギリスの象徴とみなされた（詳細は「ブリタニア (女神)」を参照）。

## 由来

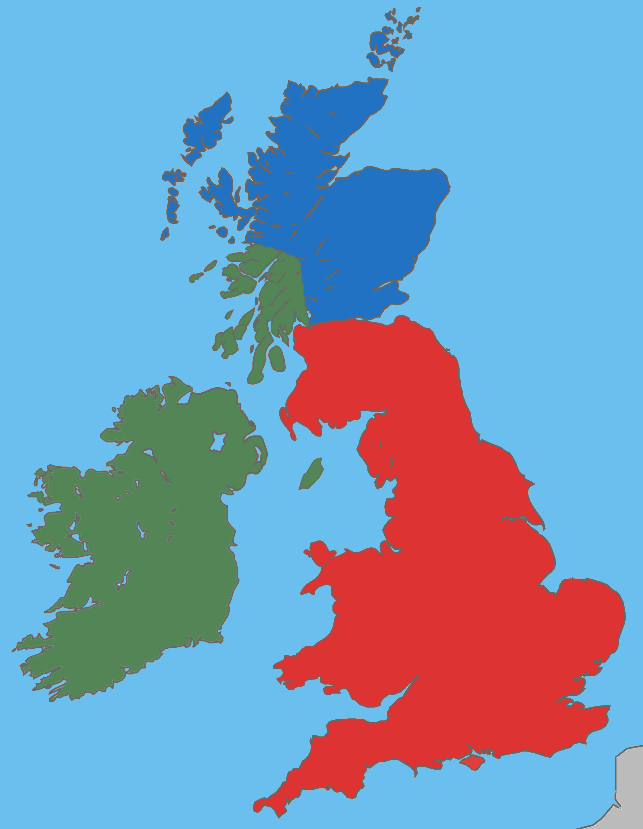
ブリトン人地域

この地名は、ローマ時代にグレートブリテン島南部に住んでいたブリトン人の名に由来する。ブリトン自体の語源はわかっていない。もともとギリシャ語で、グレートブリテン島などの島々が Prettanike または Brettaniai と呼ばれていた。紀元前1世紀までに、Britannia がグレートブリテン島を特定して意味するようになった。